# 192 до н. е.

## Події
- 192 (Т. Лівій. Історія. М., 1989-93, т.3, с.164-188) — Консули Луцій Квінкцій Фламінін (патрицій) і Гней Доміцій Агенобарб (плебей).
- 192—189 — Війна Риму з Антіохом.
- 192 — Антіох укладає союз з галатами, Етолією і Беотійським союзом і починає війну з Римом. У Рим як посол Пергама приїжджає брат Евмена Аттал.

### Восени
- Антіох висадився у Фтіотіді, його зустрів натовп магнесійців з Деметріади, що вийшла з союзу з Римом. Поблизу Аполлонія висадилися римляни. Антіох вирушив на Халкіду. Евбея підкорилася Антіоху. Антіох обложив Ларису, а союзники — Фери. Жителі Фер і Скотуси вийшли зі сфери впливу Рима. До Лариси підійшов невеликий загін римлян Аппія Клавдія. Антіох відступив до Деметріади. Македонія і Пергам підтримують Рим. Римляни позбавляють Спарту незалежності.

### Взимку
- Антіох у Халкіді. Одруження на халкідці, доньці Клеоптолема.
- 192—148 — Цар Віфінії Прус II. Заснував столицю Прусу.
- Після смерті Набіса від етолян і вторгнення ахейців, в Спарті скасовано царську владу.

## Китай
- Шаньюй Моде сватається до китайської імператриці Люй Хоу.

## Померли
- Загибель Набіса.